# Team Exergy
Das Team Exergy ist ein ehemaliges US-amerikanisches Radsportteam im Straßenradsport mit Sitz in Boise.
Die Mannschaft wurde 2011 gegründet und fuhr seitdem als Continental Team. Manager war David Beck, der von den Sportlichen Leitern Scott Cross, George Hamilton und Kenneth Mills unterstützt wurde.
Mit Ablauf der Saison 2012 wurde der Betrieb der Mannschaft eingestellt, nachdem der Sponsor, das Energieunternehmen Exergy Development Group, die Unterstützung des Teams beendete. CEO James Carkulis erklärte den Rückzug mit dem Dopingskandel Lance Armstrong und der Rolle, die der Weltradsportverband UCI hierbei spiele. Er sprach in diesem Zusammenhang von einer im Radsport weitverbreiteten Korruption.

## Saison 2012

### Erfolge in der UCI America Tour
| Datum    | Rennen                   | Kat. | Sieger     |
| -------- | ------------------------ | ---- | ---------- |
| 14. Juni | 3. Etappe Tour de Beauce | 2.2  | Matt Cooke |

### Abgänge – Zugänge
| Zugänge         | Team 2011                         | Abgänge                       | Team 2012                           |
| --------------- | --------------------------------- | ----------------------------- | ----------------------------------- |
| Noé Gianetti    | Geox-TMC                          | Sebastian Salas               | Team Optum-Kelly Benefit Strategies |
| Morgan Schmitt  | UnitedHealthcare Pro Cycling      | Erik Slack                    | Wonderful Pistachios Cycling        |
| Kirk Carlsen    | Chipotle Development Team         | Chris Hong                    | Unbekannt                           |
| Zachary Davies  | V Australia                       | Remi McManus                  | Unbekannt                           |
| Serghei Țvetkov | Tusnad Cycling Team (2010)        | Kai Applequist (bis 31. Juli) | Unbekannt                           |
| Logan Loader    | Team Mountain Khakis EP-NO (2009) |                               |                                     |
| Andrés Alzate   | Neoprofi                          |                               |                                     |

### Mannschaft
| Name              | Geburtstag        | Nationalität       | Team 2013                                   |
| ----------------- | ----------------- | ------------------ | ------------------------------------------- |
| Andrés Alzate     | 30. Dezember 1989 | Kolumbien          |                                             |
| Carlos Alzate     | 23. März 1983     | Kolumbien          | UnitedHealthcare of Georgia/The 706 Project |
| Kirk Carlsen      | 25. Mai 1987      | Vereinigte Staaten | Predator Carbon Repair                      |
| Benjamin Chaddock | 9. April 1985     | Kanada             | Team SmartStop-Mountain Khakis              |
| Matt Cooke        | 8. Mai 1979       | Vereinigte Staaten | Jamis-Hagens Berman                         |
| Zachary Davies    | 27. Dezember 1985 | Vereinigte Staaten |                                             |
| Andrés Díaz       | 20. Januar 1984   | Kolumbien          | Elbowz Racing-Boneshaker Project            |
| Noé Gianetti      | 6. Oktober 1989   | Schweiz            |                                             |
| Sam Johnson       | 4. Juli 1983      | Vereinigte Staaten |                                             |
| Quinn Keogh       | 3. Oktober 1984   | Vereinigte Staaten |                                             |
| Logan Loader      | 25. Juli 1989     | Vereinigte Staaten | Cash Call Mortgage                          |
| Conor Mullervy    | 8. April 1988     | Vereinigte Staaten | Champion System-Stan S no Tubes             |
| Kevin Mullervy    | 8. April 1988     | Vereinigte Staaten | Champion System-Stan S no Tubes             |
| Fred Rodriguez    | 3. September 1973 | Vereinigte Staaten | Jelly Belly-Kenda                           |
| Morgan Schmitt    | 3. Januar 1985    | Vereinigte Staaten | Jelly Belly-Kenda                           |
| Serghei Țvetkov   | 29. Dezember 1988 | Moldau             | Jelly Belly-Kenda                           |

## Platzierungen in UCI-Ranglisten
UCI America Tour
| Saison | Mannschaftswertung | Fahrerwertung         |
| ------ | ------------------ | --------------------- |
| 2011   | 40.                | Fred Rodriguez (109.) |